# لارنس هارینگتون
لارنس هارینگتون (انگلیسی: Laurence Harrington؛ زادهٔ ۳۰ سپتامبر ۱۹۳۸) بازیگر اهل بریتانیا است.
از فیلم‌ها یا مجموعه‌های تلویزیونی که وی در آن‌ها نقش داشته‌است، می‌توان به ژولیوس سزار، سوئینی، فضا: ۱۹۹۹، تلفات، شهر هالبی، دکتر هو و پوآرو اشاره نمود.